# Calheiros

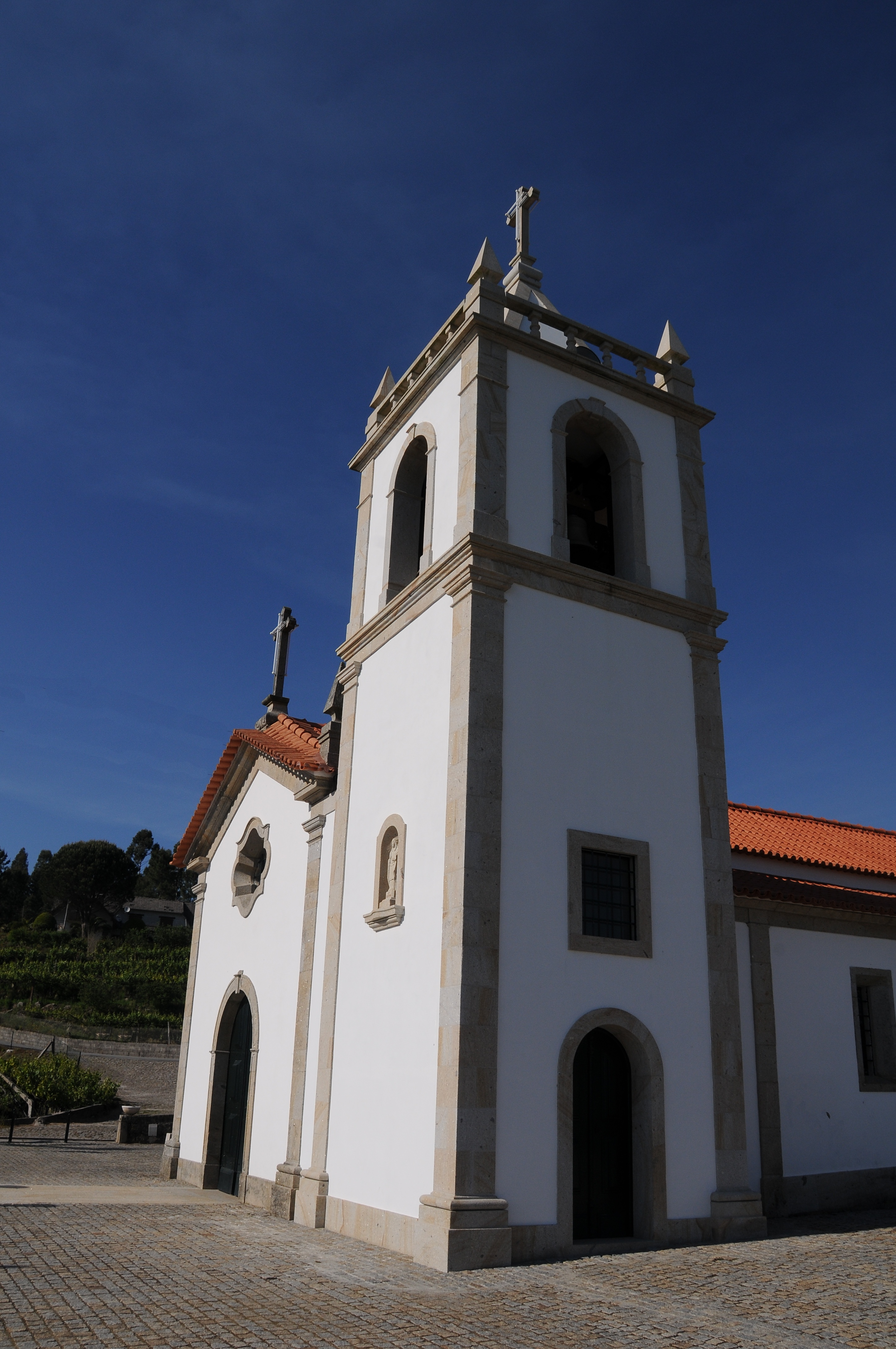
Kirche von Calheiros

Calheiros ist eine Gemeinde (Freguesia) im nordportugiesischen Kreis Ponte de Lima der Unterregion Minho-Lima.
 In ihr leben 930 Einwohner (Stand 19. April 2021).

## Bauwerke
- Paço de Calheiros
- Casa do Barrenho
- Mesa dos Quatro Abades